# Marlinton
Marlinton è un comune degli Stati Uniti d'America, situato nello Stato della Virginia Occidentale, nella contea di Pocahontas, della quale è il capoluogo.